# 파록세틴
파록세틴(Paroxetine, 상표명으론 Seroxat, Paxil이 있다)은 선택적 세로토닌 재흡수 억제 항우울제이다. 이 약은 영국 글락소스미스클라인인 SmithKline Beecham에서 1992년 내놓았다. 파록세틴은 주요 우울증, 강박 장애, 공황 장애, 사회 공포증과 범불안장애에 사용되고 있지만, 물질 및 용도 특허 만료 이후에, 팍세틸(현대약품)과 파록스(명인제약) 등 동일 성분의 국내산 제네릭 의약품으로 많이 풀려 있으므로, 속방형 제제 이외에, 약물이 서서히 방출되어, 장시간 일정한 혈중농도를 유지하여, 장에서 용출되는 장용성 서방형 제제인 CR로 처방되고 있다.
파록세틴은 성인의 우울증에 사용되는 경우, 삼환계 항우울제에 비교할 때 부작용과 독성이 덜한 것으로 밝혀져 있으며, 다른 새로운 항우울제와 파록세틴은 긴밀하면서도 색다른 부작용이 보인다. 파록세틴은 다른 선택적 세로토닌 재흡수 억제제와 같은 부작용, 구역질이라던가, 졸림, 성적인 부작용등을 공유하고 있으며, 그러나 플루옥세틴(프로작)이라던가 설트랄린(졸로프트), 에스시탈로프람(렉사프로)등과 같은 선택적 세로토닌 재흡수 억제제와 달리 파록세틴은 살이 찌는 것과 관련이 있다. 그리고 또한 통계적으로 볼 때 성인의 자살가능성을 높이는 현상도 보인다. 그러나 소아에게 항우울제로 파록세틴을 투여하게 되면 자해라든가 잠재적인 자살행동같은 위험 징후를 보이지 않는 것으로 밝혀졌다. 파록세틴 복용을 중단하게 되면, 복용중단에 대한 높은 위험 혹은 중독 증상을 보이게 된다. 또한 태아에 대한 위험 때문에, 임산부나 임신을 계획하고 있는 여성에게는 파록세틴을 금하거나, 복용을 중단하는걸 권하고 있다.

## 적응증
파록세틴은 대다수의 우울증, 강박 장애, 외상후 스트레스 장애, 공황 장애, 범 불안장애, 사회 공포증, 월경전 불쾌장애에 처음 사용되는 항우울제이다.
파록세틴은 일반적으로 미국에서 공황 발작을 치료하기 위해 처음 사용되는 항우울제이기도 하다.
파록세틴을 개발한 글락소스미스클라인이 제공한 처방 정보와 미국 미국 식품의약국에서 허가한 내용에 따르면, 파록세틴의 효능은 우울증의 경우 위약에 비해 6배의 효능을 보였다고 하며, 공황 장애에 대해선 3번에 걸친 10~12주간의 연구결과를 볼 때 위약보다 효능이 뛰어난 걸로 밝혀졌다. 또다른 연구에서는 환자들의 10~20%가 더 많은 파록세틴의 효능을 봤다고 한다.

## 금기
파록세틴은 18세 미만에겐 금기로 되어 있으며, 파록세틴과 상호작용을 일으키는 약들을 복용하는 환자에게도 금기사항이며, 임신할 수 있는 성인 여자 혹은 임산부에게도 금기 사항이다. 파록세틴은 또한 성적이며 생식작용에 대한 부작용 때문에 성인 남자에게도 금기시된다. 미국 식품의약국에서는 이 약으로 인한 자살에 대한 상상과 행동에 대한 위험 때문에 파록세틴에 의약품에 대한 최고의 경고인 블랙박스 경고를 이 약에 부착하도록 하였다. 이 경고는 다른 종류의 선택적 세로토닌 재흡수 억제제에도 적용되는 것이나, 세로토닌 사용후 발생하는 자살행동에 대한 보고서와 관련이 깊다. 또한 영국의 의료 및 보건의료제품규제청에서는 파록세틴을 18세이하의 개인에게 파는 것에 대한 금지를 강력하게 권고하였다.

## 부작용
파록세틴을 항우울제로 사용하는 중에 발생한 부작용과 파록세틴의 처방자료를 보면 위약보다 더 많은 부작용들이 몇 가지 있다. 예를 들어 구토 (파록세틴이 26%에 비해, 위약은 9%), 졸음 (파록세틴이 26%에 비해, 위약은 9%), 조루(위약엔 없었으나, 파록세틴에 13%나 있었다), 다른 남성 생식장애(파록세틴에만 10%), 무력증(파록세틴 15%, 위약 6%), 진땀(파록세틴 11%, 위약 2%), 어지러움(파록세틴 13%, 위약 6%), 불면증(파록세틴 13%, 위약 6%), 입마름(파록세틴 18%, 위약 12%), 변비(파록세틴 14%, 위약 9%), 수전증(파록세틴 8%, 위약 2%)가 보였다. 기타 부작용으로, 두통, 불안, 체중증가, 손발에 감각이 없음, 기억 손상등이 있다.
일반적인 부작용은 처음 1~4주에 몸이 약에 내성을 보일 때 사용되며, 그러나, 한번 이런 부작용이 발생해도, 중독증상은 비록 이런 경우가 발생하더라도 금단증상은 증상의 반동 증상을 일으켜, 부작용이 긴시간동안 다시 나타나게 된다. 이건 거의 대부분의 선택적 세로토닌 재흡수 억제제도 하나 혹은 여러개의 부작용이 관찰되었다. 파록세틴 치료를 받은 사람은 하나 혹은 모두다 혹은 부작용이 하나도 없는 상태로 가거나, 시간이 지나면서 증상이 없어지기도 한다. 부작용은 또한 종종 약의 양에 의존하며, 약을 줄이게 되면 증상이 호전되며, 양을 늘리게 되면 증상이 악화되는 경우도 있다.
2004년 12월 9일 유럽 의학품기구의 인간에게 사용되는 의약품 위원회에서는 파록세틴을 어린이들에게 처방하지 말라고 발표하였다. 그러나 의약품기구에서는 파록세틴이 불러오는 자살 행동에 대한 높은 위험 때문에는 금지하지 않았으나, 엄중하게 경고하였으며, 중독 증상이 발생되지 않게하기 위해서 몇 주에서 몇 달간 약을 줄이라고 발표하였다.
미국 식품의약국은 2004년 어린이와 청소년에게 의학적으로 사용된 파록세틴에 대한 연구조사를 하였으며, 조사결과 위약에 비해 2.7배나 높은 자살 행동을 보이는걸 관찰하였다; 이 경향은 불안과 우울증에 사용된 파록세틴 둘다에서 비슷하게 관찰되었다. 북 캐롤라이나 대학교에서는 청소년의 자살률이 위약의 2%에 비해 SSRI를 사용한 경우 4%나 올라간것과, "파록세틴을 사용한 환자들은 자해에 대한 심각한 위험"을 안고 있다고 논평하였다.
또한 안절부절 못하는 경우와 과활동적 증상이 파록세틴 복용후에 나타났다고 한다.
또한 드물게 세로토닌 증후군이 부작용으로 나타나기도 한다.
파록세틴과 다른 SSRI는 대다수의 남성과 여성 환자들에게 성적인 부작용을 일으키는 것으로 보인다. 남성의 경우엔, 파록세틴은 정자의 DNA를 파괴해버리기도 한다.
조병 혹은 경조증은 파록세틴의 주요 부작용중 하나로 나타나며, 약 8%정도의 환자들이 영향을 받는 것으로 알려져 있다. 이 부작용은 개인적으로 조증이 없는 경우에도 발병하지만, 조울증을 앓거나 가족력이 있으면 좀 더 잘 나타나는 경향이 있다.
Schmitt et al이 2001년에 한 연구에서 파록세틴은 기억(인지능력)에 부정적인 영향을 미치는 것으로 조사되었다. 그들의 연구에서 건강한 환자가 14일동안 파록세틴을 복용(20mg을 1~7일간 복용하고, 40mg을 8~14일간 복용)한후에 14일전과 비교한 결과 위약에 비해 단어 기억력이 감퇴한 것을 발견해 내었다.

## 약물 상호 작용 우려
글락소스미스클라인은 파록세틴과의 약물 상호 작용이 신경이완제악성증후군과 같은 반응같은 특별한 문제를 만들거나 혹은 증가시킬 수 있다고 경고한다:
- 잠재적인 세로토닌 증후군이나 신경이완제악성증후군과 같은 반응은 SNRI와 SSRI만 투여했을 때 나타나며, 여기엔 파록세틴도 포함된다. 그러나 부분적으로 세로토닌성 약(트립토판도 포함)을 포함한 약에선 세로토닌(MAOI를 포함)의 대사를 방해하거나, 또는 항정신성약 혹은 다른 도파민 길항제에서도 나타난다.
- 파록세틴을 처방할 때에는 MAOI계열의 항우울제와 같이 처방하지 말라(여기엔 Linezolid도 포함되는데, 이약은 선택되지 않은 MAOI의 반대작용을 한다.)든가 약 복용후 14일 이전에 MAOI를 중단하라고 충고하며, 그리고 또한 Pimozide, Thioridazine, 트립토판, Warfarin과 같이 투여하지 말라고 충고한다.[39]

또, 유방암 환자가 유방암 치료제인 타목시펜과 함께 복용하였을 경우 타목시펜의 효능이 감소, 유방암에 의한 사망률이 24~91%까지 증가한다는 연구 결과가 있다.

## 약학
파록세틴은 영향력이 가장 강하면서도 특별하게 선택된 세로토닌인 5-hydroxytryptamine, 5-HT의 재흡수 억제제이다. 파록세틴은 뇌신경에 작용하여 항우울작용을 일으킨다.
파록세틴은 phenylpiperidine의 파생물이나, 3환계나 4환계 항우울제하고 다르다. 수용기 억제 연구에서, 파록세틴은 쥐의 뇌에서 아드레날린 수용기(α1, α2, β)와 도파민 수용기, 5HT1, 5HT2계의 세로토닌 수용기, 히스타민 수용기와 특별한 친화도를 보이지 않았다. 그러나 Muscarinic Acetylcholine 수용기와 노르아드레날린 수용기와는 약간 친화성이 있는걸로 보였다. 파록세틴은 두드러지게 5-HT 수용기에 대사하여, 재흡수를 억제하는 역할을 맡는다.